# Електронний генератор

Релаксаційний генератор коливань на операційному підсилювачі

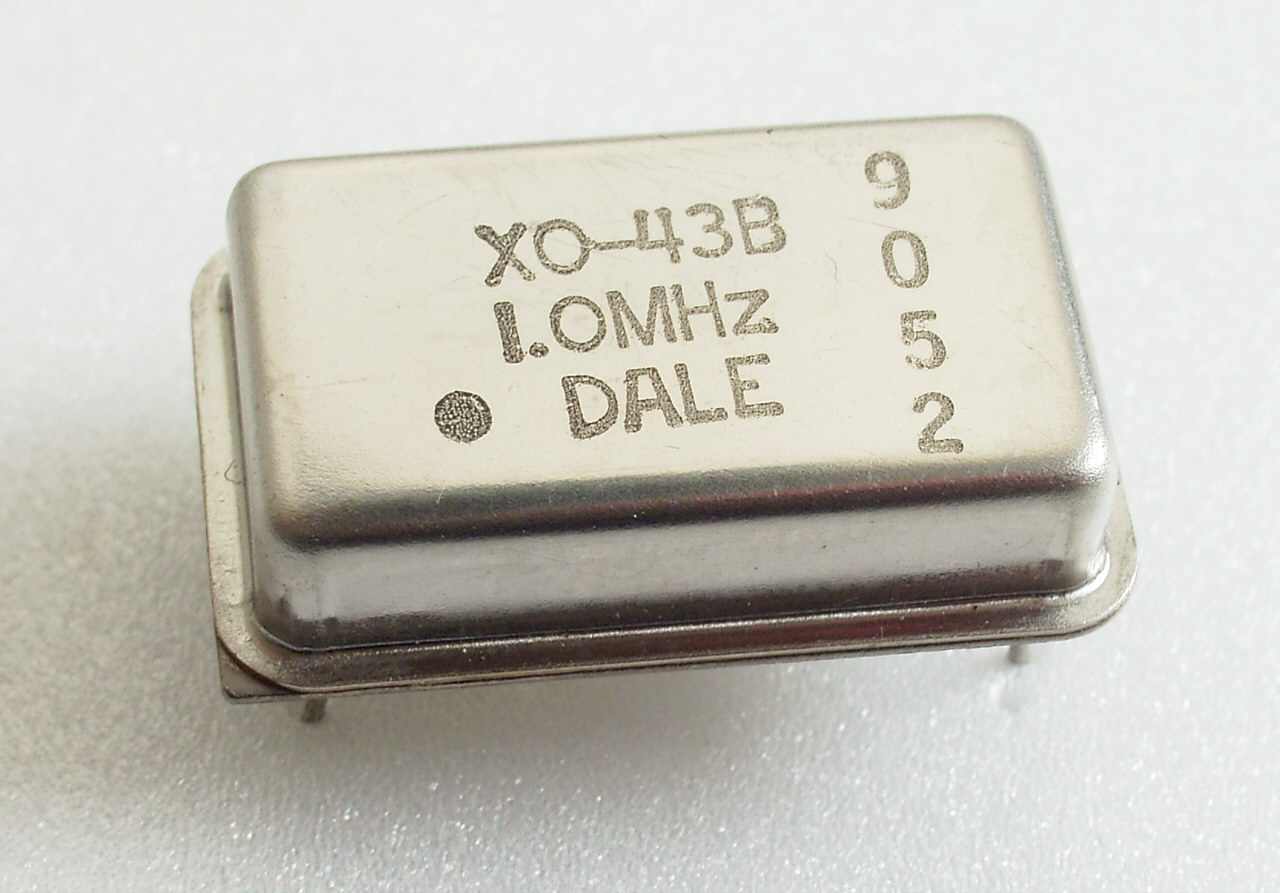
Електронний генератор в інтегральному виконанні

Схема електронного генератора на польових транзисторах, виходи генератора — на схемі зверху

Генератори Гартлі (ліворуч) та Колпітца (праворуч)

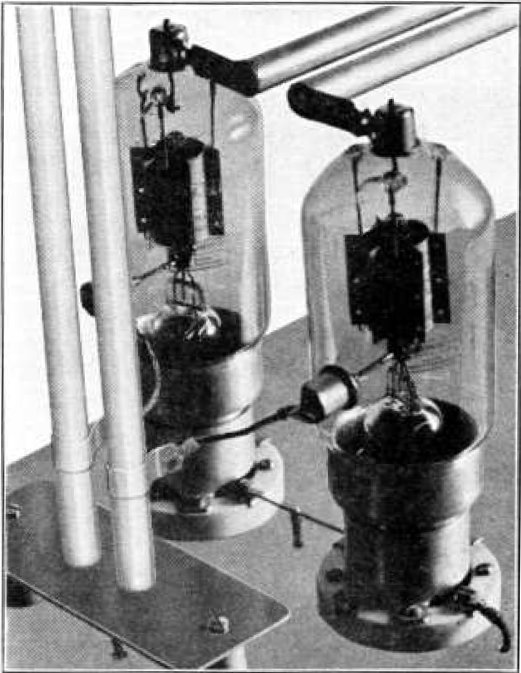
Ламповий генератор на частоту 120 МГц, 1938 рік

Електронний генератор (також електронний осцилятор) — електронний пристрій, призначений для генерації періодичних коливань електричного струму.
Періодичні коливання струму в електронному генераторі є автоколиваннями, постійність яких забезпечується джерелом напруги.
Залежно від режиму роботи активного елемента генератора (а також форми сигналу на виході генератора) розрізняють гармонічні та релаксаційні (імпульсні) генератори.

## Гармонічні генератори
Гармонічні генератори виробляють сигнал синусоїдальної форми. До їх складу входять підсилювач і частотнозалежний елемент — резонансний контур або частотний фільтр. Частотнозалежний елемент необхідний для того, щоби підтримувати коливання на частоті найменшого або найбільшого опору елемента. Коливання відбуваються на частоті, при якій в петлі виникає максимальний позитивний зворотний зв'язок.
Для отримання гармонічних коливань використовують позитивний зворотний зв'язок. В основі такого генератора — підсилювач, сполучений із коливальним контуром, який відіграє роль частотного фільтру. Сигнал із виходу коливального контуру, подається на вхід підсилювача і знову підсилюється в ньому. Таким чином досягається стабілізація частоти і амплітуди коливань.
Переналаштування частоти відбувається зміною параметрів частотно залежного елемента — ємності, опору або індуктивності.

## Релаксаційні генератори
Релаксаційні генератори можуть генерувати сигнали пилкоподібної або трикутної форми. Вони нерідко використовуються в монолітних інтегральних схемах (ІС), і можуть забезпечити широкий діапазон частот. Виділяють три методи побудови ГКН, що найчастіше використовуються для реалізації в інтегральному виконанні:
- Генератори з пасивним резонатором, що містять коливальну систему, кварцовий резонатор, пристрої на ПАХ, резонатори іншого роду, що визначають частоту генерованого сигналу і його стабільність;
- Релаксаційні генератори, в яких відбувається почергове перезарядження конденсатора від джерела постійного струму між двома граничними значеннями напруги, час перезаряджання визначає частоту коливань;
- Кільцеві генератори, що складаються з непарного числа асиметричних інверторів або парного / непарної кількості диференціальних інверторів з їх з'єднанням у кільцеву схему.

Прикладами імпульсного генератора є мультивібратор та блокінг-генератор.

## Історична довідка
У 1887 Генріх Герц на основі котушки Румкорфа винайшов та побудував іскровий генератор електромагнітних хвиль.
У 1913 Александер Майснер (Німеччина) винайшов електронний генератор Майснера на ламповому каскаді зі спільним катодом із коливальним контуром у вихідному (анодному) колі з трансформаторним позитивним зворотнім зв'язком на сітку.
У 1914 Едвін Армстронг (США) запатентував електронний генератор на ламповому каскаді зі спільним катодом та коливальним контуром у вхідному (сітковому) колі з трансформаторним позитивним зворотним зв'язком.
У 1915 американський інженер із Western Electric Company Ральф Гартлі, розробив лампову схему, відому як генератор Гартлі, відому ще як індуктивна триточкова схема. На відміну від схеми Мейсснера, в ній використано автотрансформаторне увімкнення контуру. Робоча частота такого генератора зазвичай, вища за резонансну частоту контуру.
У 1919 Едвін Колпітц винайшов генератор Колпітца на електронній лампі з приєднанням до коливального контуру через ємнісний подільник напруги. Схема отримала назву «ємнісна триточка».
У 1932 американець Гаррі Найквіст розробив терію стійкості підсилювачів, яка застосована для опису стійкості генераторів (Критерій стійкості Найквіста-Михайлова).